# Hiroyuki Ebihara

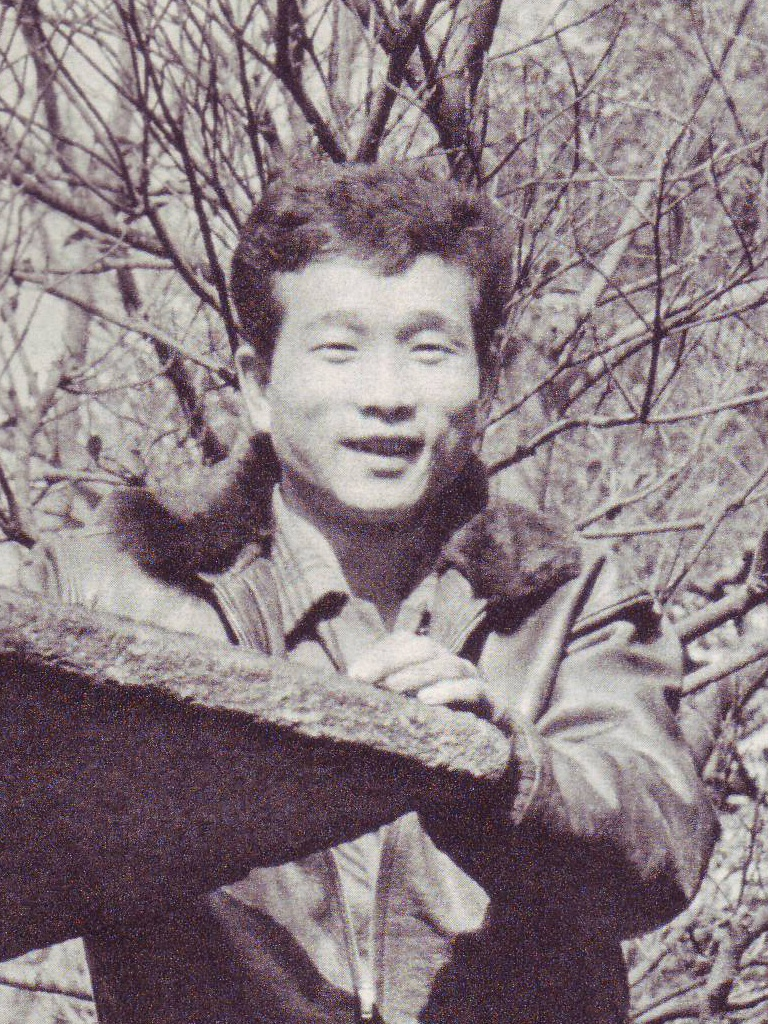
Hiroyuki Ebihara

Hiroyuki Ebihara (jap. 海老原 博幸, Ebihara Hiroyuki; * 26. März 1940 in der Präfektur Tokio, Japan; † 20. April 1991), eigentlich Hiroyuki Matsuda (松田 博幸, Matsuda Hiroyuki), war ein japanischer Boxer im Fliegengewicht. Er wurde von Masaki Kanehira gemanagt und von Eddie Townsend trainiert.

## Profikarriere
Am 18. September 1963 boxte er gegen Pone Kingpetch um die Weltmeistertitel der Verbände WBA und WBC und gewann durch klassischen Knockout in Runde 1. Diesen Gürtel verlor er allerdings bereits in seiner ersten Titelverteidigung im Januar des darauffolgenden Jahres im Rückkampf an Kingpetch durch geteilte Punktrichterentscheidung.
Den WBA-Weltmeistergürtel konnte er mit einem einstimmigen Punktsieg gegen Jose Severino Ende März 1969 erneut erobern. Auch diesmal verlor er den Gürtel bereits in seiner ersten Titelverteidigung im Oktober desselben Jahres an Bernabe Villacampo nach Punkten.
Nach dieser Niederlage beendete Hiroyuki Ebihara seine Karriere.